# Драгомірешть (комуна, Нямц)
Драгомірешть, Драгомірешті (рум. Dragomirești) — комуна у повіті Нямц в Румунії. До складу комуни входять такі села (дані про населення за 2002 рік):
- Борніш (166 осіб)
- Вад (745 осіб)
- Драгомірешть (182 особи)
- Мастакен (225 осіб)
- Унгі (154 особи)
- Хлепешть (949 осіб)

Комуна розташована на відстані 290 км на північ від Бухареста, 18 км на північний схід від П'ятра-Нямца, 78 км на захід від Ясс.

## Населення
За даними перепису населення 2002 року у комуні проживала 2421 особа.
Національний склад населення комуни:
| Національність | Кількість осіб | Відсоток |
| -------------- | -------------- | -------- |
| румуни         | 2322           | 95,9%    |
| цигани         | 99             | 4,1%     |

Рідною мовою назвали:
| Мова      | Кількість осіб | Відсоток |
| --------- | -------------- | -------- |
| румунська | 2370           | 97,9%    |
| циганська | 51             | 2,1%     |

Склад населення комуни за віросповіданням:
| Релігія            | Кількість осіб | Відсоток |
| ------------------ | -------------- | -------- |
| православні        | 2375           | 98,1%    |
| адвентисти         | 23             | 1,0%     |
| старообрядці       | 6              | 0,2%     |
| римо-католики      | 3              | 0,1%     |
| греко-католики     | 2              | 0,1%     |
| реформати          | 1              | < 0,1%   |
| не вказали релігію | 1              | < 0,1%   |

## Зовнішні посилання
- Дані про комуну Драгомірешть на сайті Ghidul Primăriilor [Архівовано 26 березня 2013 у Wayback Machine.]